# Tai Si

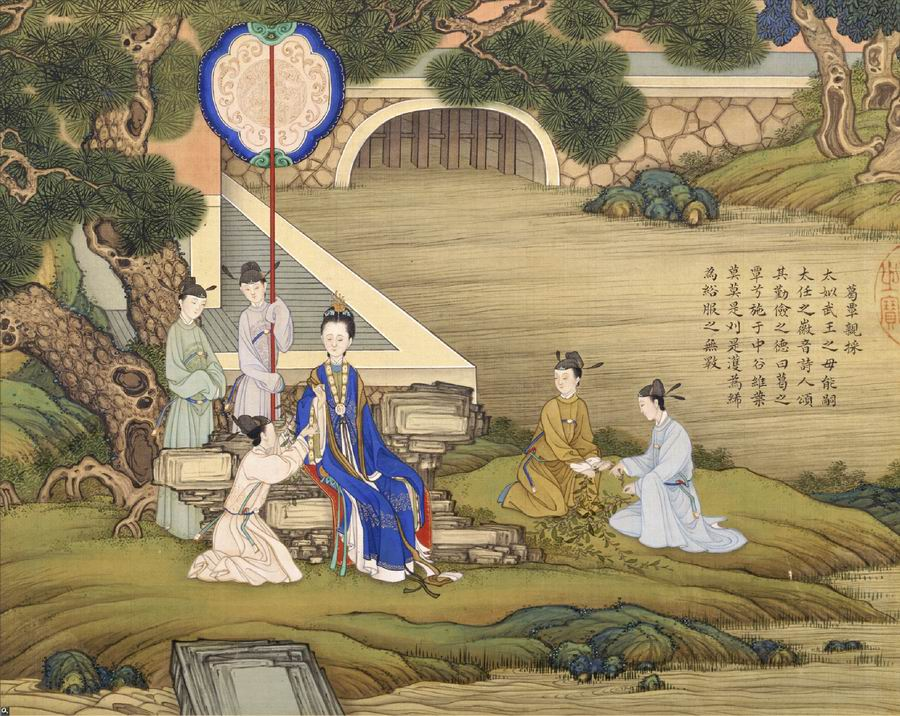
Tai Si y sus damas de compañía a la vera de un río.

Tai Si (en chino, 太姒, siglo XII a XI a. C.) fue la esposa del rey Wen de Zhou y es recordada como una mujer muy respetada en la China antigua. Era descendiente de Yu el grande - fundador de la dinastía Xia - y tuvo diez hijos, incluido el rey Wu de Zhou - fundador de la dinastía Zhou - y su hermano más joven el Duque de Zhou.
Tai Si fue especialmente respetada por Wu Zetian, la única emperatriz que reinó como soberana en la historia de China y, durante su reinado, en forma póstuma a Tai Si y al rey Wen se les dio el nombre de templo "Shizu" (en chino, 始祖; literalmente, ‘ancestro fundador’) en 690 d. C.

## Biografía
Se cree que nació en el clan Youxin (en chino, 有莘氏) de nombre ancestral Si, en lo que actualmente es Heyang, en la provincia Shaanxi. El historiador Sima Qian de la dinastía Han escribió que ella provenía del antiguo Estado de Qi o del Estado de Zeng, ambos en la zona que hoy comprende la provincia de Henan.
La historia tradicional sobre como Tai Si se convierte en reina, explica que mientras el futuro rey Wen de Zhou, nacido Chang, caminaba por la orilla del río Wei cierto día conoció a Tai Si. Su belleza cautivó de tal manera a Chang que inicialmente pensó que ella era una diosa o un ángel. Tai Si mostró ser una mujer benevolente, sabia, y de gustos simples, y Chang decidió casarse con ella. Debido a que no existía un puente sobre el río Wei, Chang construyó uno ensamblando una serie de barcazas de forma tal que formaran un camino flotante que atravesara el río. Tai Si quedó impresionada, y se casaron.
Según los registros luego que Tai Si se unió a la familia de su esposo, ella rápidamente fue aceptada por las otras mujeres de la familia real a causa de su ética de trabajo, diligencia y forma de ser. Ella y el rey tuvieron diez hijos, y según se cuenta Tai Si fue una madre y maestra excepcional, de forma tal que todos sus hijos fueron hombres virtuosos y sabios.

## En la literatura
Se dice que en el Guan Ju, la famosa oda de apertura del Libro de las odas, la descripción de una bella doncella recogiendo hierbas a la vera de un río que es amada por un joven príncipe, hace referencia al primer encuentro entre Tai Si y el príncipe en el río Wei.